# Кутлубулатово
Кутлубула́тово (рос. Кутлубулатово, башк. Ҡотлобулат) — присілок у складі Мелеузівського району Башкортостану, Росія. Входить до складу Абітовської сільської ради.
Населення — 219 осіб (2010; 191 в 2002).
Національний склад:
- башкири — 91%